# Ulting
Ulting – wieś w Anglii, w hrabstwie Essex, w dystrykcie Maldon. Leży 10 km na wschód od miasta Chelmsford i 58 km na północny wschód od Londynu.